# ديفيد بيشوب (لاعب جمباز فني)
ديفيد بيشوب (بالإنجليزية: David Bishop) هو لاعب جمباز فني نيوزيلندي، ولد في 13 يناير 1990 في أوكلاند في نيوزيلندا.

## روابط خارجية
- ديفيد بيشوب على موقع الاتحاد الدولي للجمباز (biography) (الإنجليزية)
- ديفيد بيشوب على موقع اتحاد ألعاب الكومنولث (مؤرشف) (الإنجليزية)